# ファイナルファンタジーIII
『ファイナルファンタジーIII』（ファイナルファンタジースリー、FINAL FANTASY III、略称: FFIII、FF3、ファイファンIIIなど）は、1990年4月27日に日本のスクウェアから発売されたファミリーコンピュータ用コンピュータRPG。ファイナルファンタジーシリーズの第3作目。

## 概要
1990年4月27日、ファミリーコンピュータ用ロムカセットとして発売された。開発はスクウェア開発部が行い、開発スタッフは前作から引き続きプロデューサーは宮本雅史、ディレクターは坂口博信、ゲーム・プログラミングはナーシャ・ジベリ、ゲーム・デザインは田中弘道、シナリオは寺田憲史、音楽は植松伸夫、キャラクター・デザインは天野喜孝が担当、またゲーム・デザインとして『半熟英雄』（1988年）を手掛けた青木和彦が新たに参加している。
本作はシリーズ作品ではあるが、ストーリーは前2作とは全く関連性はない。ただし、世界観は『ファイナルファンタジー』（1987年、以下『FFI』と表記）に通底しており、クリスタルと世界が密接した関係を作っている。主人公であるみなしごの4人の少年が、風のクリスタルの啓示によって闇の魔物を討伐する旅へと出るという内容である。戦闘システムが前作『ファイナルファンタジーII』（1988年、以下『FFII』と表記）から変更され、第1作『FFI』と同様のシステムとなった他、新たにジョブチェンジシステムが導入された事などを特徴としている。システムをオーソドックスに、かつ遊びやすく改変した本作は、シリーズ初のミリオンセラーを達成した。キャラの成長がレベル制に戻った点や、ジョブチェンジシステムによるキャラカスタマイズの楽しさといったシステム面とともに、プレイヤーを引っ張るストーリー性も兼ね備えていた。
本作は同機種におけるシリーズ最後の作品（次作の『ファイナルファンタジーIV』〈1991年、以下『FFIV』と表記〉はスーパーファミコンで発売、「#開発」も参照）であると同時に、『FFI』『FFII』とシナリオを手がけていた寺田憲史がFFシリーズに関わった最後の作品である。寺田は本作を題材にした漫画の原作も務めている。タイトルロゴのデザインは前作『FFII』とほぼ同様のもの。デザイン化されたアルファベットで「FINAL FANTASY」と書かれた背後にクリスタルのように輝く文字で『III』と入っている（後述の3Dリメイク版およびピクセルリマスター版ではロゴも変更されている）。またパッケージに描かれているのは両手に剣をたずさえた「光の戦士」。この「二刀流」は本作のシステムの特徴のひとつでもある。当時のCMでは「最後の壮大なドラマ」とナレーションされていた。
ファミコン版の販売本数は日本国内で約140万本となり、スクウェア作品としてはゲームボーイ版『魔界塔士Sa・Ga』に続くミリオンヒットとなった。また、ゲーム誌『ファミコン通信』の「クロスレビュー」にてプラチナ殿堂入りを獲得した他、ゲーム誌『ファミリーコンピュータMagazine』の「ゲーム通信簿」の「ロムカセット部門別BEST5」にて音楽4位、熱中度3位、オリジナリティ4位、総合評価4位を獲得するなど非常に高い評価を得た。
北米では1994年にSNES用ソフトとして『FINAL FANTASY III』が発売されているが、これは日本の『ファイナルファンタジーIII』ではなく『ファイナルファンタジーVI』（1994年、以下『FFVI』と表記）の翻訳版にあたる。北米PS版以降はナンバリングが日本と同じ『FFVI』に統一されている。

### 各機種への移植・リメイク略歴
- 2006年8月24日には、ニンテンドーDSで3Dフルリメイクされた。リメイク版の詳細およびその経緯については「ファイナルファンタジーIII (リメイク版)」を参照。
- 2009年7月21日からオリジナル版がWiiのバーチャルコンソールで配信された。
- 2011年3月24日にリメイク版がiPhone、iPod touch向けに配信開始。同年4月21日にiPad版が、2012年3月1日にAndroid版が配信開始。ニンテンドーDS版をベースに背景グラフィックなどを高解像度対応している。2012年9月20日には追加要素を加えたPlayStation Portable版が発売された。
- 2014年1月8日からオリジナル版がWii Uのバーチャルコンソールで、また同年4月23日からニンテンドー3DSのバーチャルコンソールでも配信された。
- 2016年11月10日発売のニンテンドークラシックミニ ファミリーコンピュータにオリジナル版が収録されている。本作の取扱説明書は現在ニンテンドークラシックミニのホームページから取扱説明書の閲覧・保存・プリントが可能となっている。
- 2021年7月29日、Steam, iOS, Android, Amazonにてピクセルリマスター版が有料配信スタート。2D版としては初のリメイク作品となった。

## 特徴
第1作と同様に、最初のボスを倒した後にオープニングが始まるアバンタイトルの手法が用いられている。
『FFI』のジョブ（職業）システムを進化させ、移動中、いつでもジョブを変更することができるジョブチェンジシステムが導入された。作中には特定のジョブでなければ攻略が極めて困難な場面も存在し、状況に合わせて臨機応変にジョブチェンジを行うことによってゲームを有利に進められるようになっている。
また、後にシリーズの定番となる「召喚魔法」が初めて登場した。詳しくは魔法の項目を参照。
戦闘において、攻撃回数（ヒット回数）に比例してキャラクターが武器を振るう回数が増加する。ただし、攻撃回数（ヒット回数）とキャラクターが武器を振るう回数が厳密に一致するわけではない。このことは、他のファイナルファンタジーシリーズには見られない特徴である。
主人公たちが冒険する世界は『FFI』『FFII』と比べ格段に広く、ストーリー中盤からは、2つのワールドマップを行き来することができるようになる。本作以降はワールドマップが複数あるシリーズが『FFVI』まで続く。
前作『FFII』ではごく限定的な場面でのみ使用されていたキャラクターの演技（「クルっと回る」など、あらかじめプログラムされた動き）に「飛び跳ねる」「その場で左右を向く」などのバリエーションが追加され、全編に渡ってより豊富に取り入れられている。なお、こうした演技について、坂口博信は、『FFIII』から「うなずく」「手をあげる」「クルっと回る」というような動きを入れた、と述べているが、ゲーム上では「うなずく」「手をあげる」というキャラクターの動きは確認できない。また、前述のように「クルっと回る」表現については『FFII』にも存在するものである。
今作のBGM「プレリュード」ではハープではなく管楽器がイメージされてディレイが使われず、代わりにエコーが使われている。他にも曲頭にはアッチェレランド、曲尾にはリタルダンドが掛けられている。
非常に難易度の高いラストダンジョンでも知られる。この理由として、ダンジョン内ではデータをセーブできないこと、HP・MPを回復させる設備（魔法の泉または宿屋）がないこと、ラストボスにたどり着くまでに2つのダンジョンを突破しなければならず、その過程で複数の強力なボスモンスターが登場することなどが挙げられる。

## ゲーム内容

### システム概要
- 前作『FFII』ではレベルの概念がない特殊な成長システムが採用されていたが、本作では敵を倒して経験値を獲得しレベルが上昇することで成長する成長システムに戻った。
- 『FFII』で導入されたワードメモリーシステム[注 2]は、本作では廃止された。しかし、主人公たちの目の前の人や物に対してアイテムを使うという機能は『FFII』から少し形を変えて引き継がれている。『FFII』のそれはワードメモリーシステムの一環として、特定の人物（もしくは物体）に対してAボタンを使用した際に「アイテム」コマンドが（「おぼえる」「たずねる」と共に）表示されるというものであったが、本作では対象に向かってBボタンを使用することで、ほぼすべてのキャラクターおよびオブジェクトへ任意にアイテムを使うことが可能になった。
- 『FFII』では、進入可能な地域にも関わらず極端に強力なモンスターが配置され苦戦を余儀なくされることが見られたが、本作からは敵の強さに関するそのような極端な仕様はほぼなくなり、安心して探索できるようになった。
- 主人公となる4人の各プレイヤーキャラクターの台詞は二重鉤括弧（『）で表記されるが、話し手の名前が表示されないので誰がどの台詞を話しているのかは判別できない。主人公以外の名前のあるキャラクターの台詞は話し手の名前を表示し鉤括弧（「）で、名前の付けられていないキャラクターの台詞は鉤括弧なしで表記される。
- サブキャラクター（同行キャラクター参照）同行中は、Bボタンでサブキャラクターと話をすることができる。
- 基本的にマップ上では一人のキャラクターしか表示されないが、セレクトボタンを押すことでマップ上に表示されるキャラクターを変えることができる。ただし、マップ上に表示されるキャラクターを変えても、メニュー画面や戦闘でのキャラクターの並び順は変わらない。死亡または石化しているキャラクターは表示できない。本作ではキャラクターのジョブによりマップ上での姿が変化する。どのキャラクターを表示していてもゲームの進行には何ら影響しない。
- アイテム欄には、後のシリーズで採用される「せいとん」項目がなく、戦闘終了後に自動でアイテムの整頓（種類別）が行われる。手動でアイテムを任意の位置に移動しても、戦闘終了後には自動で整頓される。なお、でぶチョコボ（施設参照）は預けたアイテムを自動で整頓してくれる。
- 店でアイテム（武器・防具・魔法を含む）を購入する際には、単品で購入する以外に4個・10個とまとめ買いができる。まとめ買いをすると割引が受けられ、購入数の多さに比例して割引率も高くなる。
- 街の中にアイテムが落ちていることがあり、Aボタンによって調べることで入手可能である。アイテムが落ちている場所は、移動可能なマップパーツであっても移動不可となっているため、発見は容易である。

### ジョブチェンジシステム
主人公たちの初期のジョブは全員「たまねぎ剣士」であるが、物語を進めると、主人公たちはクリスタルの力により、チェンジ可能なジョブが増えていく。ジョブは強さの序列がはっきりしており、基本的に、物語の前半よりも後半で手に入るジョブの方が汎用性・利便性が高い。また、一部ジョブの間には上級・下級の概念が存在する。個々のジョブについてはジョブの節を参照。これは、Ⅴの「アビリティ」、Ⅵの「アクセサリー」、Ⅶの「マテリア」へと引き継がれていった。
移動中にメニュー画面を開き、「ジョブ」のコマンドを選択すれば、いつでもジョブチェンジを行うことができる。ジョブチェンジを行うには戦闘終了後にモンスターから得られる「キャパシティ」を消費する。各ジョブには主な攻撃手段の傾向（戦士系か魔道師系か）とジョブの善悪のイメージ値をもとにしたチャート（座標）が作られており、元のジョブと変更先のジョブとのX軸およびY軸の差と変更先のジョブの熟練度によってジョブチェンジに必要なキャパシティの計算が行われる。キャパシティの最大値は255である。
ジョブチェンジを行うことによって、HP以外の能力（魔法の使用回数やステータスなど）はチェンジしたジョブに設定されたものに変化する。そのため、チェンジ前のジョブのステータスや特性がチェンジ後のジョブに影響することは一切ない。また、装備可能な武器・防具はジョブによって異なるので、ジョブチェンジの際には装備を全て外さなければならない。
キャラクター毎にそのジョブにおける戦闘経験による「熟練度」があり、熟練度によってもキャラクターの能力が変化する。また、後述するように、熟練度はジョブチェンジに必要なキャパシティにも影響する。
坂口博信によれば、本作のジョブチェンジシステムは、『サンダーバード』のように状況で対応する楽しさを追求したシステムであるとのことである。

### 戦闘システム
- 本作では前2作と同様のターン制による戦闘となっている。リメイク作品を除いた正式なナンバリングタイトルとして、純粋なターン制が採用された最後の作品である。
- 戦闘シーンにおいて、前作までと比べとくに大きく変わった点は、ダメージや回復の数値の表現である。前作までは対象が複数の場合も1人・1匹ずつウィンドウ内に数値が順次表示されていったが、本作では対象キャラクターからダメージや回復の数値がポップアップする[注 5]形式に変更。対象が複数であった場合はまとめて一度に表示されるようになった。この数字をポップアップする形式はグラフィカルかつスピーディーに該当の数値を把握できるため、本作以降のFFシリーズをはじめ、他の様々な作品でも広く用いられている[注 6]。
- 本作ではパーティの各メンバーが個別に「にげる」コマンドを実行することができ、誰か1人が「にげる」を成功させると、パーティ全員が逃げることができる。ただし誰か1人でも「にげる」を実行している場合、そのターンではパーティ側全員が「にげごし」状態となり、敵の攻撃により受けるダメージが通常よりも大きくなる[注 7]。シーフが「とんずら」コマンドを使用している場合も同様である。しかも、通常の「にげる」は成功する確率が低いので、安易に逃げながら先を急ごうとすると全滅しやすくなる。
- 主人公たちの戦闘でのフォーメーションはキャラクターごとに前列か後列かを選択できるシステムである。前作では、弓など飛び道具を使わなければ後列からの物理攻撃はできず、逆に後列のキャラクターは敵からの物理攻撃を受けることはなかった。これに対して本作では、後列からでも物理攻撃ができるようになったが、その場合は命中率が半減し、結果的に攻撃ヒット回数が減少するため、敵へのダメージは低下する（弓矢などの遠隔攻撃可能な武器を除く）。また、後列にいても敵からの物理攻撃を受けるようにもなった。前列のキャラクターは与える物理攻撃のダメージも大きいが、敵から受けるダメージも大きい。後列のキャラクターは受ける物理攻撃のダメージは少ないが、与えるダメージも少ない。前列・後列の移動は、メニュー画面の「ならびかえ」で行える。戦闘中でも、コマンド選択の際に、十字キーの左を2回押すと前列へ、右を2回押すと後列へ移動することができる。ただしバックアタック（後述）の場合は操作が左右逆となる。
- 敵がパーティの背後から先制攻撃を仕掛けてくる「バックアタック」が新たに登場した。バックアタックを受けた場合、以下のような特徴がある。
  - 通常の戦闘画面とは逆に、主人公サイドが画面左側に、敵が画面右側に表示される。
  - 敵側の先制攻撃となり、敵全員の攻撃が終了したあとでコマンドを入力することになる。
  - 前列と後列が逆になり、前列にいる者は後列になり、後列にいる者は前列に出た状態となる。
- ターゲットした敵を攻撃する前に別のキャラクターがその敵を倒してしまった場合、自動的に残存モンスターに攻撃ターゲットが切り替わる、いわゆるオートターゲット機能が実装された。ただし、本作でこのオートターゲットが機能するのは物理攻撃のみ。敵単体への魔法攻撃において選択したモンスターがすでに倒されてしまっている場合には、「こうかがなかった」と表示されて残存モンスターへの行動は行われない[注 8]。味方へ回復魔法・補助魔法をかける場合にも同じことが当てはまる。
- 戦闘でのコマンドは、基本的に「たたかう」「ぼうぎょ」「にげる」「アイテム」の4つである。特殊コマンド（例：「まほう」「ジャンプ」など）が使えるジョブは、そのコマンドが「ぼうぎょ」もしくは「にげる」に取って代わる。極端な例として、吟遊詩人は、3つの特殊コマンドを持つために、「たたかう」「ぼうぎょ」「にげる」がない。
- コマンド入力時、最大HP表示欄には選択したコマンド（魔法の場合は魔法名）が表示されるようになっている。また、敵をターゲットとしてコマンド入力した場合には、ターゲットとなる敵のグラフィックの上に、行動予定のキャラクターを表す数字（画面の並び順で上から「1」「2」「3」「4」）が表示される。これらの仕様は後のFFシリーズおよびリメイク作品にもほぼ実装されておらず、シリーズ中においては非常に珍しいものである[注 9]。

#### 攻撃・防具
武器には、空・石化・火炎・電撃・冷気・HP吸収・回復・暗黒の計8種類の「攻撃有効属性」が存在する。これらの属性が付加されている武器は、以下のような効果を有する。空・石化・火炎・電撃・冷気・回復・暗黒の属性は、これらの属性を弱点にしている敵に対して効力を発揮するが、耐性を持っている敵に対しては武器本来の力を発揮できず、場合によっては敵を回復させてしまうこともある。また、打撃攻撃を受けると分裂するモンスターは、暗黒の属性のある武器で攻撃すれば分裂しない。特徴的なものとして、HP吸収の属性は、その名の通り、敵のHPを吸収する。
どのジョブでも、無条件で、武器（弓と竪琴を除く）を左右の手にそれぞれ装備することができる。同様に、盾を装備できるジョブにおいては両手に盾を装備することも可能である。
前作では、防具に「重量」が設定されていたが、本作ではそれがなくなっている。

### 魔法
魔法は、白魔法、黒魔法、召喚魔法の3種類がある。本作における魔法は、前作と同様に主として店で買うことによって入手するシステムになっている。使用する際は装備品のような扱いであり（本作の攻略本では「オーブ」と呼ばれている）、身に着けた者しか魔法を使用できるようにならない。身に着けるだけならどのジョブでも可能であるが、その魔法を使用できるジョブについていなければ、それらの魔法は使えない。外してアイテムに戻したり、直接他キャラクターと交換したりすることもできる。
また、第1作同様、魔法がクラス別に1から8まで分かれており、使用回数が各クラスごとに設定されている。総じて、クラスの高い魔法ほど、強力で便利なものになっており、クラスの低い魔法よりも使用回数が少ない。各クラスには最大3つまで魔法オーブを装備することができる。1つのクラスに3種類の魔法オーブを装備する場合には、左から黒魔法・白魔法・召喚魔法の順番になる。
本作におけるMPは『ウィザードリィ』などのような回数制が採用されている。クラスごとに使用回数が決まっており、あるクラスの魔法を1回使うとそのクラスの残りの使用回数が1つ減る（例えば、クラス1のMPが12ならば、魔法の種類を問わず、クラス1の魔法が12回使用できる）。あるクラスで魔法の使用回数を使い切っても別のクラスの魔法の使用回数に影響することはない反面、レベルが高くなってもクラスの高い強力な魔法を使用できる回数には限りがあるため、クラスの低い魔法も使っていく必要がある。坂口博信はこの方式が好きであるとコメントしている。
従来の単体・全体だけでなく、新たにモンスターの種類（いわゆる「グループ」）ごとに魔法の対象を絞れるようにもなった。ただし、これは対象範囲可変型の魔法にのみ当てはまる（本作ではフレアもこれに含まれる）。後のシリーズではこれは採用されていない。

#### 召喚魔法
本作で初登場となった魔法系列。使うとその場に召喚獣（本作の攻略本では、「精霊」と名づけられている）が現れ、特殊な行動を行う。その効果は攻撃・回復・補助などさまざまである。
本作の召喚魔法は同じ名前（召喚獣）であっても「白」「黒」「合体」という効果の異なる3種類が存在する。「幻術師」は白と黒のいずれかをランダムで呼び出し、「魔界幻士」および「賢者」は白・黒よりも強力な「合体」の召喚獣を呼び出す。
全ての召喚魔法は店で買うことができる。ただし、クラス6以降（カタスト、リバイア、バハムル）の召喚魔法は、事前にそれら3体の召喚獣（オーディン、リバイアサン、バハムート）と戦って勝っていないと購入することができない。
本作における召喚魔法は、召喚魔法それ自体の名前と呼び出される召喚獣の名前が異なる。以下を参照。
| 召喚魔法の名前        | クラス | 呼び出される召喚獣         | 白の効果                                                     | 黒の効果                                                  | 合体の効果                                            |
| エスケプ （Escape）   | 1      | チョコボ （Chocobo）       | 「スタコラにげた」 （戦闘からの離脱）                        | 「なぐられた!」 （敵単体を攻撃するが効果なし）            | 「キック」 （敵単体に無属性攻撃）                     |
| アイスン （Icen）     | 2      | シヴァ （Shiva）           | 「さいみんこうせん!」 （敵全体を眠らせる）                   | 「つめたいしせんでこおりついた」 （敵単体に無属性の攻撃） | 「ダイアモンドダスト!」 （敵全体に冷属性の攻撃）      |
| スパルク （Spark）    | 3      | ラムウ （Ramuh）           | 「マインドブラスト!」 （敵全体を麻痺させる）                 | 「かみのいかづち」 （敵単体に雷属性の攻撃）               | 「てんのいかり」 （敵全体に雷属性の攻撃）             |
| ヒートラ （Heatra）   | 4      | イフリート （Ifrit）       | 「かいふくまほう」 （味方全体のHP回復）                      | 「いかりのほのお」 （敵単体に炎属性の攻撃）               | 「じごくのかえん」 （敵全体に炎属性の攻撃）           |
| ハイパ （Hyper）      | 5      | タイタン （Titan）         | 「ボコボコになぐった」 （敵単体に無属性の攻撃）              | 「ガンガンにけりをいれた」 （敵単体に無属性の攻撃）       | 「だいちをゆるがす!」 （敵全体に地属性攻撃）          |
| カタスト （Catastro） | 6      | オーディン （Odin）        | 「ぜんいんにバリア!」 （味方全体にリフレク）                 | 「つるぎがてきをきりさいた!」 （敵単体に無属性の攻撃）    | 「ざんてつけん!てきはぜんめつした!」 （敵全体を殲滅） |
| リバイア （Leviath）  | 7      | リバイアサン （Leviathan） | 「せきかにらみ!」 （敵全体を石化させる）                     | 「きょだいなたつまきをおこした」 （敵全体に風属性の攻撃） | 「つなみをおこした」 （敵全体に雷属性攻撃）           |
| バハムル （Bahamur）  | 8      | バハムート （Bahamut）     | 「オーラ!こうげきりょくがアップ」 （味方全体の攻撃回数上昇） | 「まっぷたつにきりさいた!」 （敵単体に即死攻撃）          | 「メガフレア!」 （敵全体に無属性攻撃）                |

※「」内は召喚魔法のエフェクト後に表示されるコメントである。
召喚魔法についてより詳しくは、ファイナルファンタジーシリーズの魔法形態を、召喚獣の詳しい説明はファイナルファンタジーシリーズの召喚獣を参照。

#### 本作における独特な魔法
- サイトロ（白魔法、クラス1）は、フィールド上にいる場合に一定範囲のマップ画面を表示させる魔法である。
- トード（白魔法、クラス2）/ミニマム（白魔法、クラス2）は、味方（1人-複数）をカエル/小人にする魔法であるが、前作と同様、戦闘で使用すると敵（1体）を即死させるのと同等の効果が得られる（カエル/小人になり即死扱い）。
- テレポ（白魔法、クラス3）は、ダンジョンから脱出する魔法であるが、戦闘で使用すると敵（1体）を即死させる効果がある（他の次元に飛ばされ即死扱い）。
- プロテス（白魔法、クラス5）は、物理攻撃だけでなく、魔法攻撃なども軽減する効果がある。しかも、効果に時限がない上に、いわゆる「重ねがけ」が可能である。
- ヘイスト（白魔法、クラス6）は、対象者の攻撃力および攻撃回数（ヒット回数）を高める魔法である。本作以降のヘイストの効果（ATB、CTBおよびADBでは対象者の行動を速める）とはかなり異なる。
- シェイド（黒魔法、クラス4）は、敵（1体-複数）を麻痺させる魔法である。
- イレース（黒魔法、クラス5）は、敵（1体-複数）の属性耐性を無効化する魔法である。ただし攻略本などでは「補助魔法の無効化」と誤記されている。
- キル（黒魔法、クラス5）は、術者よりも一定程度弱い敵（全体）を死に至らしめる魔法である。
- デジョン（黒魔法、クラス6）は、敵（1体）を次元のひずみに送り込み即死させる魔法であるが、ダンジョン内で使用すると任意の階層に戻ることができる。
- ブレクガ（黒魔法、クラス7）は、敵（1体）を即座に石化させる魔法である。他のFFシリーズにおけるブレイクにあたる。また、本作にもブレイク（黒魔法、クラス4）は存在するが、効果は敵（1体）にダメージを与え徐々に石化させるものとなっている。

### 施設
宿屋
泊まるとHP・MPが回復し、こびと、カエル、石化、死亡以外の状態異常が治癒する。宿賃は場所によって変わる。宿屋で寝泊りしたあとは自動で歩いて宿屋の外へ出る。道具屋も併設している。
宿屋以外の場所にベッドがある場合、ベッドの上に進むとそのベッドで寝ることになり、宿屋と同じ効果が得られる。
道具屋
HPや状態異常回復用などのアイテムのほか、一部では「こびとのパン」（サイトロの効果）や「ラッコのあたま」（テレポの効果）も売られている。宿屋の建物内に店を構えている。
武器屋
武器が売られている。
防具屋
防具が売られている。
魔法屋
白・黒・召喚魔法のオーブが売られている。
魔法の泉
回復の泉（HP・MP回復）・状態回復の泉（ステータス回復）・復活の泉（生き返り）の3種類がある。いずれも無料。
でぶチョコボ
アイテムを預かってくれる特殊なチョコボ。チョコボの森などにある「チョコボくさい」場所でアイテム「ギサールのやさい」を使用すると、でぶチョコボが現れ、アイテムを預けたり引き出したりすることができる。ただし、水の牙、風の牙、火の牙、土の牙など重要なアイテムは預けられない。このシステムは次作『FFIV』にも登場する。このでぶチョコボの登場により、アイテムは「使い捨て」するものから「集める」ものへと概念転換されたと指摘されている 。ただし手持ちと合わせても登場アイテムをすべて持てるわけではない。なお、ピクセルリマスター版では豊富にアイテムを持てるようになったため、利用するメリットがあまりなくなってしまった。

### 乗り物
本作では多種多様な乗り物が登場する。
飛空艇
空を飛べる船のような乗り物。他のFF作品と違い、本作の飛空艇は基本的に飛行高度が低く、岩山の上を飛ぶことができない（インビンシブルはごく短距離であれば岩山を越えることができる）。また、特定の山間部などの空域にはモンスターが棲息しており、その空域を飛行中はモンスターとのランダムエンカウントが発生する。
なお前々作・前作は呼称が「飛空船」であったが、本作以降は「飛空艇」となっている。
シドの飛空艇（Cid's airship）
物語の序盤に手に入る飛空艇。湖や海を越えられる。速度は徒歩の2倍。その後のストーリー進行によって機体が失われる。
エンタープライズ（Enterprise）
入手時は海上を航行する船であるが、ストーリーが進むと改造され、船と飛空艇のモード切り替えができるようになる。飛行時の速度は徒歩の4倍。飛行時に着陸はできないので、陸上に戻るときは海上で船に戻ってから上陸する。海上を航行できる唯一の乗り物。その後のストーリー進行によって機体が失われる。エンタープライズ喪失後は、海上を航行できる乗り物がなくなるため、海上モンスターと戦う機会はカヌーでの川や湖の移動時に限定される。
ノーチラス（Nautilus）
エンタープライズ喪失後に入手する。徒歩の8倍の速度で飛行し、高速での移動が可能。強風が吹くダルグ大陸の谷に進入できる唯一の飛空艇。ストーリーが進むと改造され、海中に潜ることが可能になる。森や砂漠の上などには着陸できない。
一度入手すると最後まで喪失しない。
インビンシブル（Invincible）
「巨大船」とも呼ばれる大きな飛空艇。徒歩の2倍の速度で飛行する。強力エンジンによりごく短距離であれば一時的に高度を上げて岩山を越えることができるが、ノーチラスのように強風に逆らって飛ぶことはできない。これに乗っている時にモンスターとエンカウントした場合、戦闘開始時には砲撃で援護してくれる。また、船内にはベッド、でぶチョコボ、アイテム・魔法の自動販売機などの施設が一通り揃っている。
直接着陸せずはしごで乗り降りするため、他の飛空艇と異なり森や砂漠でも乗り降りが可能。
一度入手すると最後まで喪失せず、ノーチラスとの使い分けが可能になる。
カヌー（Folding Canoe）
川や湖の上を移動することができる。入手すると常に所持している状態になり、川や湖に入るだけで自動的に使用できる。海は移動できない。
チョコボ（chocobo）
チョコボの森に住んでおり、捕まえるとチョコボに乗って移動することができる。川・湖の上も移動可能。チョコボ騎乗中はモンスターにエンカウントしないが、一度チョコボから降りると、チョコボは森に戻ってしまうので、もう一度チョコボの森に行かない限り再度乗ることはできない。
前作ではチョコボの森は1か所だけであったが、本作のチョコボの森は世界各地に散在する。

### その他
- 死亡したキャラクターは、メニュー画面のアイコンが十字架と「DEAD」の文字になる。ピクセルリマスター版では「戦闘不能」に修正された。

### バグ
特定の状況によって引き起こされる想定外の挙動として、代表的なものを以下に挙げる。
モンスターからのドロップによってアイテム所持数がオーバーフローした際に、アイテムやジョブのアドレスが書き換えられてしまうなどの様々なバグが発生する。故意にこのバグを誘発させることによって、通常では非常に入手困難なアイテムの入手やキャラクターを通常より早くレベルアップさせることなども可能。これの応用で、戦闘中にアイテム欄を埋め尽くしオーバーフローを引き起こすことも可能である。なお、このバグが発生するプログラムは樋口勝久が担当していた。
フィールドからサスーン城に入り正面すぐにある扉に出入りを繰り返すと、45回（フィールドから入ってきた時点で1回とカウント）画面を切り替えたところでそれ以上画面切り替えが行われなくなる（サスーン城バグ）。
クリスタルタワー内の特定の位置でデジョンを使用することによって特殊な場所に行くことができる。そこには宿屋（ベッド）のようなものが存在し、HP/MPを回復することができた。この技は当時の『ファミコン通信』（現『ファミ通』）で発表された。
戦闘中アイテムウィンドウを開くことによって一部補助魔法の効果がリセットされる（対象はウィンドウを開いた後の行動によって変化する）。
覚えている魔法をアイテム欄に戻した後、そのまま画面を切替えずに「サイトロ」の魔法を使うと、アイテム欄に戻したはずの魔法がそのキャラクターの魔法欄に残ったままとなっている。アイテム欄に戻した魔法もしっかりと残っているので魔法が増殖したことになる。

## ジョブ
※ジョブの外国語表記に関する情報は以下の脚注を参照。
※本節に出てくるアビリティについて、詳しくはアビリティシステムの記事を参照。

### 初期のジョブ
たまねぎ剣士（Onion Kid）
主人公の初期状態のジョブ。攻撃力が低く、魔法が使えず、装備可能な武器防具の種類が少ない。最高レベル近くになるまでは、成長も基本的にほとんどしない。固有のアビリティもない。装備可能な武器は、剣・短剣・弓。
説明書には「いくらレベルを上げてもほとんど成長しません」と記載されており、レベル87までは能力値の上昇はほとんど横ばいであるが、レベル90を超えると成長スピードが著しくなり、レベル99になると全能力値が最大となる。また、最強の性能を誇る、たまねぎ剣士のみが装備可能である「オニオン」の名を冠する武器防具が存在する。オニオンの装備はある場所でごくまれに出現するレッド・グリーン・イエローの3色のドラゴンからごくまれに入手することができる。
房状のクレストが付いた兜をかぶり、マントを纏った姿をしている。本作では基本的にどのキャラクターでも同じジョブに就いていれば同じ姿となるが、たまねぎ剣士だけは各キャラクターにより異なる姿となる。
3Dリメイクでは全ての白黒魔法が使えるようになった代わりにオニオンシリーズが弱体化されたが、ピクセルリマスター版ではそれが無くなり、三色ドラゴンのエンカウント率が少し上昇した。

### 風のクリスタルから得られるジョブ
戦士（Fighter）
力・すばやさが高い戦士系の基本ジョブ。固有のアビリティはない。装備可能な武器は、剣・短剣・弓。
グラフィックは『FFI』の戦士や『FFII』のフリオニールをベースにしたもの。赤い頭髪に、赤い鎧を纏っており、アメフト選手のような屈強な体格をしている。3Dリメイクでは上級・下級ジョブの概念が削除された事で大幅にパワーアップされたが、ピクセルリマスター版では原作通りナイトの下級ジョブに戻され「ふみこむ」は追加されなかった。
モンク（Monk）
素手での攻撃を得意とするジョブ。力は全ジョブの中でもトップクラスにまで成長する。レベルが上昇するにつれ素手での攻撃力が増していく特性がある。レベル18から素手での攻撃が武器を装備した場合のそれを上回る。装備可能な武器は、棍。ピクセルリマスター版では戦士同様空手家の下級ジョブに戻され「かまえる」は追加されなかった。
ダークグリーンの頭髪に青いバンダナ（額当て）を巻き、青いショルダープロテクターを着けている。
白魔道師（White Wizard）
クラス7までの「白魔法」（回復系中心）を扱うことができるジョブ。装備可能な武器は、杖・ロッド。他のジョブ同様ピクセルリマスター版では導師の下級ジョブであるがレベル1～4までの魔法使用回数は導師より多くなった。
頭髪の色は赤。白いフードつきのローブをまとっており、ローブのすその部分には赤い縁取りがほどこされている。
黒魔道師（Black Wizard）
クラス7までの「黒魔法」（攻撃系中心）を扱うことができるジョブ。装備可能な武器は、ロッド・短剣・弓。ピクセルリマスター版では白魔道師同様レベル1～4までの使用回数は魔人より多い。
茶色のとんがりハットをかぶり、青いローブを纏っている。顔は真っ黒で目だけが見えている。
赤魔道師（Red Wizard）
クラス4までの「白魔法」・「黒魔法」を扱うことができるジョブ。多少の剣も扱うことができる。初期の冒険では万能と言える性能を持つ。装備可能武器は、剣・短剣・ロッド・杖。ピクセルリマスター版では3Dリメイク同様使用可能な魔法がレベル5に引き上げられた。
白い羽根つきの赤い帽子をかぶり、赤いマントを羽織っている。
デザインの元ネタは菊地秀行『吸血鬼ハンターD』シリーズの主人公D。なお、同書の挿絵および表紙は本作のキャラクターデザイナーである天野喜孝が担当している。

### 火のクリスタルから得られるジョブ
狩人（Hunter）
弓矢を扱うことができるジョブ。すばやさは全ジョブの中でトップクラスにまで成長する。クラス3以下の「エアロ」以外の白魔法も扱える。装備可能な武器は、弓と矢。本作では弓を装備して攻撃するときは矢も別に装備する必要があり、また弓矢で攻撃するたびに矢を1本ずつ消費する。
ピクセルリマスター版では3Dリメイク同様「みだれうち」のコマンドが追加され、白魔法が削除されたほか、矢の数は無限となった。
頭髪は茶色。緑色の羽根つき帽子とプロテクターを着けている。
ナイト（Knight）
戦士の上級ジョブ。戦士より能力が高く、多くの武器防具を装備できる。他のメンバーが瀕死の状態になると、自動的にそのキャラクターを庇ってダメージを引き受ける特性がある。装備可能な武器は、剣・短剣・投擲武器。ピクセルリマスター版では3Dリメイク同様「まもる」が追加され能力はオリジナル版の仕様に戻ったが白魔法は追加されなかった。
頭髪の色は赤。白いヘッドギアと鎧を身に着け、赤いマントを羽織っている。
シーフ（Thief）
敵のアイテムを盗むアビリティ「ぬすむ」や、高確率で敵から逃げられるアビリティ「とんずら」を持つジョブ。先頭に配置すればカギのかかった扉をカギなしで開けられる特性があり、その特性を重要視される場所がある。すばやさは全ジョブの中でトップクラスにまで成長する。装備可能な武器は、短剣・投擲武器。ピクセルリマスター版では盗むの仕様が変更され1匹のモンスターから盗める物は1つ限りになりそれ以降は「何も持っていない！」となる。
茶色の頭髪に緑色のバンダナを巻き、肩の部分が茶色がかっている緑色のプロテクターを着けている。また、口ひげが生えている。
学者（Scholar）
敵の現在のHPと最大HPを知ることができるアビリティ「しらべる」や、敵の弱点を知ることができるアビリティ「みやぶる」を持つジョブ。弱点を変更（＝バリアチェンジ）するボスとの戦いではこのジョブが欠かせない。知性は全ジョブの中でトップクラスにまで成長する。装備可能な武器は、本。ピクセルリマスター版では3Dリメイク同様「みやぶる」が「しらべる」と統合され、「アイテムの知識」が追加されたが白魔法は追加されなかった。
『FFII』で、バグによって本を装備できてしまったことから生まれたジョブである。
頭髪の色は白。赤いベストを着ている。

### 水のクリスタルから得られるジョブ
風水師（Geomancer／Elemental User)
アビリティ「ちけい」により自然の力を利用した攻撃ができるジョブ。ただし失敗すると自分がダメージを受けてしまう。場所によって、失敗しやすい場所と、絶対に失敗しない場所があるので、それを見極めることが重要。地形効果には全部で7種類ある。装備可能な武器はベル。ピクセルリマスター版ではちけいの威力と成功確率が上がった。
青い色をしたサンタクロース帽子をかぶり、青いポンチョのようなものを着ている。
竜騎士（Dragoon／Dragon Knight)
槍を扱う騎士。かつて伝説の怪鳥ガルーダを倒したと言い伝えられている。空高く跳躍し、次ターンに敵にダメージを与えるアビリティ「ジャンプ」を持つ。跳躍している間は敵からの攻撃を受けない。このジョブが装備できる槍は空系の属性を持つ敵に大ダメージを与えることができる。すばやさは全ジョブの中でトップクラスにまで成長する。
青い羽根つきの金色の兜をかぶり、金色の鎧をまとっている。肩のプロテクターの端の部分は青い。
バイキング（Viking）
雷属性を持った斧やハンマーを扱えるため海や水系の敵に強い、戦士系ジョブ。固有のアビリティはない。体力は全ジョブの中でトップクラスにまで成長する。装備可能な武器は、斧・槌。ピクセルリマスター版では3Dリメイクの「ちょうはつ」に代わりそのターンの敵の攻撃対象を全て自分にする「ひきつける」が追加された。
全体的に青く角が茶色の典型的なバイキングの兜をかぶり、青いプロテクターを着けている。あごひげをたくわえており、顔は黒魔道師同様に目を除いて真っ黒。
空手家（Karateka）
モンクの上級ジョブ。素手での攻撃を得意とし、力をためることによって次ターンの物理攻撃の威力をアップさせるアビリティ「ためる」を持つ。ただし、ためている間は受けるダメージが通常より大きくなる上、ため過ぎると自爆してHPが半分になってしまうというリスクもある。HPも高く、力・すばやさ・体力も全ジョブの中でトップクラスにまで成長する。また、モンクと同じく、レベルが上昇するにつれ素手での攻撃力が増していく特性がある。レベル41から素手での攻撃が武器を装備した場合のそれを上回る。装備可能な武器は、爪。ピクセルリマスター版ではⅣのヤン、Ⅴのモンクと同じ「けり」のコマンドが追加された。
頭髪の色はダークグリーン。青いプロテクターを身に着け、全体的に青く端の部分が茶色がかっているマントを羽織っている。顔にはフェイスペイントをしている。
魔剣士（Magic Knight）
「暗黒剣」（本作では、主として日本刀のような形状をした暗黒属性を有する武器を指す）をはじめとした、負の力によって鍛えられた武器防具を装備することができる戦士。クラス3までの「エアロ」以外の白魔法も扱える。暗黒剣のほか、投擲武器（えんげつりん）も装備できるが、他のジョブが装備可能な「かわのぼうし」などの一般的な装備品はほぼ扱えない。ピクセルリマスター版では3Dリメイク同様装備できる武器・防具が多くなり「あんこく」に代わりⅤのGBA・HDリメイクに登場した剣闘士のアビリティだった「ぜんぎり」が追加されたが白魔法は削除された。
暗黒の属性を持つ武器以外で物理攻撃を加えると分裂してしまうモンスターも存在するため、そういう類のモンスターと戦う際には重宝する。
房状のクレストがついた青いフルフェイスの兜をかぶり、ダークグリーンの筋が入った青い鎧を纏っている。顔は黒魔道師同様に目を除いて真っ黒。死亡すると、兜と鎧だけが残る。
幻術師（Conjurer）
「召喚魔法」を扱うことができるジョブ。幻術師が召喚魔法を使用すると、「白」か「黒」かのいずれかの召喚獣がランダムに現れ、白と黒とでは異なる効果を発揮する。装備可能な武器は、ロッド。
頭髪は茶色。緑色の鎧を纏い、旋毛からは緑色の角が生えている。
吟遊詩人（Bard）
歌うことで敵にダメージを与えるアビリティ「うたう」、脅かして敵のレベルを下げ退散させやすくするアビリティ「おどかす」、パーティ全員の攻撃力を上げるアビリティ「おうえん」といった特殊なコマンドを扱えるジョブ。「たたかう」、「ぼうぎょ」、「にげる」のコマンドはない。装備可能な武器は、竪琴。ピクセルリマスター版では3Dリメイク同様「たたかう」と「うたう」が別にされ「おうえん」、「おどかす」が削除された。仕様が大幅に強化され、最強クラスのジョブの1つと言える位に昇格している。
茶色の長髪に緑色のバンドと羽根飾りを着けている。服は緑色。

### 土のクリスタルから得られるジョブ
魔人（Warlock）
黒魔道師の上級ジョブ。すべての「黒魔法」を扱え、魔法の使用回数・威力も黒魔道師を上回る。知性・体力も全ジョブの中でトップクラスにまで成長する。装備可能な武器は、ロッド。ピクセルリマスター版ではレベル5～8までの魔法使用回数が賢者より多い。
三日月のアクセサリーがついた青いとんがりハットをかぶっており、茶とダークグリーンの縞模様のゆったりとしたズボンをはき、青いマントを羽織っている。顔は黒魔道師同様のもの。死亡するととんがりハットだけが残る。
導師（Shaman）
白魔道師の上級ジョブ。すべての「白魔法」を扱え、魔法の使用回数・威力も白魔道師を上回る。精神は最大値まで成長する。装備可能な武器は、杖・ロッド。ピクセルリマスター版では魔人同様レベル5～8までの魔法使用回数が賢者より多い。
頭髪の色は赤。白い猫耳フードつきのローブを纏っている。
魔界幻士（Summoner）
幻術師の上級ジョブ。「召喚魔法」を扱えるジョブ。幻術師の使う召喚魔法とは異なり、より強力な「白黒合体」の召喚獣を呼び出すことができる。すばやさは全ジョブの中でトップクラスにまで成長する。装備可能な武器は、ロッド。
頭髪は茶色。大きめの緑のフードつきローブを纏っており、額からは緑色の角が生えている。
本作以降のFFでは上級ジョブや召喚獣の白黒の概念がなくなり、召喚獣を呼び出すジョブは「召喚士」となった。

### 「エウレカ」で得られるジョブ
以下はエウレカの奥で得られる最強のジョブであり、レベル40にならないとこれらのジョブになることができない。
賢者（Sage）
白・黒・召喚（白黒合体の召喚獣を呼び出す）の全魔法を扱うことができる魔法系の最強ジョブ。MPにおいてもそれぞれのエキスパートである魔人・導師・魔界幻士を上回る。知性・精神も最大値まで成長する。装備可能な武器は、杖・ロッド・本・短剣。ピクセルリマスター版では白魔道師、黒魔道師同様にレベル1～4の回数は多く3Dリメイクでは白黒ランダムだった召喚魔法が合体召喚に戻されたが知性、精神共に魔人・導師を越える事は無く、赤魔道師の上級ジョブに近い仕様にされた。
扇のように上部が広がった、赤い模様の入っている白い帽子をかぶり、白いマントを羽織っている。
忍者（Ninja）
オニオン系を除いた全ての武器・防具を装備することができる物理攻撃系の最強ジョブ。オニオンソードと並んで最強の攻撃力を誇る「しゅりけん」を扱える唯一のジョブ。力・すばやさ・体力も全ジョブの中でトップクラスにまで成長する。ピクセルリマスター版では3Dリメイク同様「なげる」が追加されたが、投げられるのはしゅりけんのみとなっている。
赤い忍頭巾をかぶり、赤い忍装束を着ている。

## 設定

### ストーリー
突如として大地震が世界を襲った。世界の光の源であるクリスタルは地中に引きずり込まれ、闇の魔物が解き放たれていく。
大地震によって、辺境の村ウルの近くにできた洞窟。村に住む4人のみなしごの少年たちは、そこへ探検にやってきていた。
ちょっとした度胸試しのつもりだった4人。だが彼らはその洞窟の奥で風のクリスタルに遭遇し、啓示を受ける。クリスタルは、世界をおおう闇を振り払う「光の戦士」として少年たちを選び、希望を託したのだった。

クリスタルの啓示を受け、少年たちは、まだ見ぬ世界へと冒険の旅に出た。新しい仲間との出会いと別れ、そして、大地震が生んだ魔物どもとの戦い。
旅のなかで、彼らはこの大地震と世界の異変を引き起こした、ザンデという男のことを知る。
ザンデはかつて大魔道士ノアに仕えた3人の弟子のうちのひとり。ノアは死すとき、3人の弟子たちにそれぞれ遺産を与えた。ドーガには魔法の力を、ウネには夢の世界を、そして、ザンデには人間としての命を。
だが、ザンデはそれが不服だった。かの地を去ったザンデは土のクリスタルを利用してこの世界に大地震を引き起こし、闇の力を増大させていく。
ザンデを止めなければならない。ドーガとウネは、少年たち……光の戦士にそう言い残して、死んでいった。

旅の果てに、戦士たちはザンデの居城、シルクスの塔（クリスタルタワー）に辿り着いた。
苦闘の末にザンデを倒す光の戦士。だが、ザンデが増大させた闇の力はこの世界のバランスを狂わせ、暗闇の雲を生み出してしまっていた。
暗闇の雲は世界のすべてを無に還す存在。闇の力に守られた暗闇の雲の前に戦士たちは敗れ去る。
そこへ駆けつけたのは、かつて旅の中で知り合ったたくさんの仲間たちだった。 仲間たちの声、そしてドーガとウネによって魂を分け与えられた戦士たちは甦り、最後の戦いへとおもむく。

闇の世界。暗闇の雲が待つ最後の戦いの舞台。
そこで光の戦士たちは、4つのダーククリスタル、そして闇の4戦士と出会った。
闇の4戦士たちは言う。
「世界はあるところで、また無に還るのかも知れない……
　だが、まだ光の世界にも、そしてこの闇の世界にも、それを拒む、希望や、愛が残っている。それが残っている限り、まだ無に還るのは早いのだ。
　さあ、世界を無に還そうとするものを消し去ろう！　光と闇の希望で！！」

闇の4戦士たちによって、暗闇の雲を守る闇の力は打ち砕かれた。
いつ終わるとも知れぬ激闘。その果てに、光の戦士たちは暗闇の雲に打ち勝つ。

闇が去り、光が戻った世界に、少年たちは仲間たちをひとりひとり送り届けた。そして、ウルの村へと帰ってきた彼らは夜明けを見る。
それは、4人に冒険のはじまりを告げた、あの風のクリスタルが光を取り戻す姿だった。

### 舞台
本作はストーリー前半の舞台『浮遊大陸』と、ストーリー後半の舞台『地上世界』の2つの舞台が存在する。
※町名およびダンジョン名の英語表記については、北米版『FFIII（DS）』の攻略本（Ken Schmidt『Final FantasyIII Official Strategy Guide』 2006年）に依拠する。ただし、「山頂へ続く道」は名前が変わってしまっているのでこの限りでない。

#### 浮遊大陸
古代の技術者が長い時間をかけて浮上させた大陸。オーエンの塔からの魔力を動力にしている。
ウル（Ur）
山奥の村。長老のトパパやホマクによって統治されている。主人公たちが育った村である。
カズス（Kazus）
ウルの南、ミスリル鉱山のふもとにある村。採掘されたミスリルを使用した製品が売られている。
サスーン王国（Castle Sasune）
国王ダウによって統治されている軍事国家。近頃、魔人ジンの呪いに悩まされている。
カナーン（Canaan）
サスーン南方にある貿易の盛んな町。シドの住居がある。
トーザス（Tozus）
小人の村。小人にならないと入ることができない。シェルコはこの村唯一の医者。
トックル（Tokkul）
農業の盛んな村であったが、謎の兵士たちによる略奪が絶えないため貧しい村になっている。
古代人（こだいびと）の村（Village of the Ancients）
遙か昔に栄えた古代人の末裔たちの村。今は大陸の果てでひっそりと暮らしている。
アーガス王国（Castle Argus）
大陸史上最古の国家。飛空艇製造に力を入れている。各所にある扉には鍵がかかっているので、開けるには魔法の鍵か鍵開けの能力を持つシーフが必要。
ドワーフの洞窟（Dwarven Hollows）
アーガスから北西に位置する島にある洞窟。ドワーフという友好的な種族が暮らしている。
ギサール（Village of Gysahl）
大陸の果てにある辺境の村。農産業が盛んな村で、野菜が名産物である。
チョコボの森
チョコボの生息する森。捕まえればチョコボに乗って移動することができる。

#### 地上世界
アムル（Amur）
水産業の盛んな町で、地下には下水道が造られている近代的な都市。
サロニア王国（Saronia）
国王ゴーンが治める世界最大の巨大都市。今は内紛が起こっている。中央の城を囲むように南西、南東、北西、北東に町がある。
サロニアの図書館
北西の街の中には文化の象徴となった図書館がある。その中には浮遊大陸について書かれたオーエンの本、光と闇の伝説を語った本、暗黒剣や飛空艇に関する本などが置かれている。
ダスター（Duster）
孤島にある吟遊詩人と風水師の村。レプリトと姉妹都市の関係にある。
レプリト（Replito）
北方に位置する幻術師の村。昔は多かった幻術師も、今はめっきりその数を減らしている。
ファルガバード（Falgabard）
サロニア山中にある魔剣士の隠れ里。魔剣士の後継者を探している。
ドーガの村（Doga's Village）
周囲を山々に囲まれた陸の孤島に存在する、大魔道師ドーガが作った村。ドーガの弟子たちが魔法を売っている。

### ダンジョン

#### 浮遊大陸
祭壇の洞窟（Altar Cave）
風のクリスタルが祭られている洞窟。ウルの北にある。物語の冒頭で探索するダンジョンであり、主人公たちがこの洞窟の底に落ちたところから物語が始まる。
封印の洞窟（Sealed Cave）
サスーン城の北東にある魔人ジンのいるダンジョン。出てくる敵はジンを除き、全てアンデッド系。
山頂へ続く道（Road to the Summit）
カナーンの東にある。山頂にバハムートの巣がある。
ネプト神殿（Nepto Temple）
ネプト竜を祭る神殿。中には奥へと続くダンジョンが存在するが、進入するためには小人になる必要がある。攻略後はダンジョンには入れなくなる。
オーエンの塔（Tower of Owen）
浮遊大陸の動力炉がある塔。塔の1階にはカエルがたくさんいる。
地底湖（Subterranean Lake）
ドワーフの洞窟の中にある湖。
炎の洞窟（Molten Cave）
火のクリスタルが祭られている洞窟。内部は溶岩に満ちている。
ハインの城（Hein's Castle）
魔導師ハインが長老の木で作った城。トックルの南西あたりを浮遊している。攻略後は入ることができない。
ドールの湖（Lake Dohr）
リバイアサンの棲むダンジョン。インビンシブル入手後でなければ行くことはできないが、ストーリーの進行には直接関係がない。攻略後は入ることができない。
バハムートの洞窟（Bahamut's Lair）
竜王バハムートの棲む（?）洞窟。インビンシブル入手後でなければ行くことはできないが、ストーリーの進行には直接関係がない。

#### 地上世界
水の洞窟（Cave of Tides）
水のクリスタルが祀られている洞窟。
下水道（Sewers）
アムルの町の中にある。デリラばあさんが住まう。
ゴールドルの館（Goldor Manor）
ゴールドルがいる館。金を生み出すクリスタルが設置されている。
魔法陣の洞窟（Cave of the Circle）
ドーガの館の中にある洞窟。小人にならなければ入れない。攻略後は洞窟自体が消滅してしまう。
海底洞窟（Sunken Cave）宝箱がたくさんある洞窟。ストーリーの進行には直接関係がない。
サロニアの地下の迷路（Saronia Catacombs）
伝説の戦士オーディーン（オーディン）がいる。ストーリーの進行には直接関係がない。
時の神殿（Temple of Time）
ノアのリュートが眠る神殿。
古代遺跡（Ancient Ruins）
巨大船インビンシブルが眠る洞窟。内部には武器屋や宿屋などがある。
暗黒の洞窟（Cave of Shadows）
土の牙がある。暗黒の属性を持つ武器以外で攻撃すると分裂するモンスターが出現する。抜け道が非常に多い。
ドーガの洞窟（Doga's Gratto）
エウレカの鍵とシルクスの鍵を入手できる。両方の鍵を手に入れると以降は入ることができないが、シルクスの鍵のみを入手してゲームを進めることも可能（すなわちエウレカの鍵を手に入れない限り、以降も入ることができる）。
古代の民の迷宮（Ancient's Maze）
土のクリスタルが祭られている迷宮。クリスタルタワーへはここを抜けないと到達できない。テレポ・デジョン使用不可。
禁断の地エウレカ（Eureka）
人類を滅ぼしかねない巨大な力が封印された地。ラグナロクを筆頭とする禁断の武器が眠っているほか、忍者・賢者のジョブの称号を入手できる。またクラス8の白黒魔法およびカタスト、リバイア、バハムルの召喚魔法ならびにクリスタル系の防具などが購入可能。テレポ・デジョン使用不可。
クリスタルタワー（Crystal Tower）
別名「シルクスの塔」。光の力を集めて作られている塔。魔王ザンデが居を構える。テレポ・デジョン使用不可。
闇の世界（World of Darkness）
風・火・水・土のダーククリスタルが眠る。一度突入すると引き返すことはできない。テレポ、デジョンも使用不可。一般に本作では、この「闇の世界」と「クリスタルタワー」をあわせて「ラストダンジョン」と呼ばれる。

## キャラクター
担当声優は『ディシディア ファイナルファンタジー』シリーズなどの客演作品での配役。ゲーム本編には声はない。

### 主人公
光の戦士（Warriors of Light）
声 - 福山潤
プレイヤーキャラクター。山奥の村ウルで長老トパパに育てられた、みなしごの4人の少年たち。ちょっとした好奇心から村を出て、足を踏み入れた洞窟で風のクリスタルに出会い、その啓示を受けることになる。
前作同様、ゲーム開始時にプレイヤーが4人それぞれに任意の名前をつけることになる。本作では4人とも公式設定としての名前はない。本作では最初から4人パーティで冒険が始まり、途中でメンバーが新しく加わったり離脱したりすることは一切ない。先述のようにキャラクターの台詞の表示システムの関係上、誰がどの台詞を話しているのかは判別できない。
『ディシディア ファイナルファンタジー』ではオニオンナイトとして登場する。

### 同行キャラクター
本作では戦闘に参加するパーティーメンバーが最初から最後まで入れ替わらない一方で、冒険の途中で様々なキャラクターが主人公たちと行動を共にする。これらのキャラクターは主人公たちをサポートしてくれるキーパーソン的な存在であり、移動中に主人公の後ろについてくる。町やダンジョン内ではBボタンを押すことで会話ができ、冒険のヒントをくれることもある。ただし、これらのキャラクターは単に行動を共にするだけで、戦闘には参加しない。
サラ・アルテニー（Sara Altney）
サスーン国王ダウの娘。ミスリルの指輪を持っていたため、ジンの呪いから逃れられた。ジンの呪いにかかった城の人々を助けるために単身で封印の洞窟へと向かい、そこで主人公たちと出会った。21歳。
シド・ヘイズ（Cid Haze）
カナーンに妻と2人で暮らす貿易商。飛空艇製造の第一人者であり、アーガス王との親交も深い。64歳。ネルブの谷をふさぐ大岩を破壊する方法を教えてくれる。飛空艇も貸してくれるが、最初はすぐに壊れてしまう。その後、永久機関「時の歯車」を使って帆船エンタープライズ号を改造し、飛行能力を与える。
デッシュ（Desch）
声 - 佐々木望
記憶喪失の風来坊で、年齢もはっきりしていない。実は古代人の生き残りで、オーエンの塔の監視人。主人公と冒険を共にすることによって記憶を取り戻していく。メデューサとの戦いで自身の使命を思い出し、損壊寸前の塔を修復するため炎が燃え盛っている動力部の内部に飛び込む。死亡したと思われていたがその後脱出し、クリスタルタワーでザンデと相対する光の戦士たちに力を貸した。女好きで軽い性格。カナーンに住むサリーナとは恋仲関係。
エリア・ベネット（Aria Benett）
水の神殿に仕える15歳の巫女で、水のクリスタルを解放する力を持っている。
大地震の被害を受け、水没した地上世界を漂流していたところを、難破船の老人に助けられた。水の洞窟でクラーケンが放った呪いの矢から主人公たちを庇って死亡。
アルス・レストー（Allus Restor）
サロニア王国の王子。10歳と幼いながらも、王としての自覚を持った誇り高き少年。乱心した父王ゴーンによって城を追放されており、サロニアの街の酒場で暴漢にからまれていたところを光の戦士たちに助けられ、父の凶行を止めようと、彼らと行動をともにする。父をあやつる黒幕ギガメスを倒した後は、王位を継いで平和を取り戻すため、国造りにその手腕を振るうことになった。
ドーガ（Doga）
偉大なる大魔道師。ウネ、ザンデと共に師ノアの下に学び、その後にノアから「強大な魔力」を受け継いだ。その魔法を発展させ、独自の魔法体系を生み出したエキスパート。地上世界の僻地、突風が渦巻くダルグ大陸で世界とは一線を引いていた。自らの館にモーグリと暮らす。病を患っており、その力は衰えてしまっていた。世界を我が物にせんとする兄弟弟子ザンデを憂い、闇の侵攻を止めるべく光の戦士に協力。禁断の地エウレカの封印を解く鍵を造り出すエネルギーを得るために主人公たちと戦って死亡する。死亡後も魂となって主人公を助け、ウネとともにその魂と引き換えに主人公を復活させる。
ウネ（Unei）
夢の世界の番人。ドーガ、ザンデと共に師ノアの下に学び、その後にノアから「夢の世界」を託され、その番人として1000年にも及ぶ長い眠りについている。リュートによって目を覚ますと最初に体操をする。ドーガと同様に、この世界の混乱の原因を知っている人物である。古代遺跡では地震によってアダマンタイトの壁が崩れて通れなくなっていたが『夢の世界の岩をぶつける』ことでアダマンタイトを消し去る体力を持っている。ラストダンジョンおよび禁断の地エウレカに繋がるシルクスの塔（クリスタルタワー）の扉を開ける鍵を作り出すエネルギーを得るため、主人公たちと戦って死亡する。ドーガ同様魂となって現れ、ドーガの魂とともに己の魂を主人公に与えることで主人公たちを復活させる。

### その他のキャラクター
4人組のじいさん（Four old men）
闇の戦士の伝説が残るアムルに暮らす自称勇者4人組。勇者を目指し日夜活動している。
最初は主人公4人を勇者と認めずに対立していたが、下水道でゴブリンに襲われた所を助けてもらった後和解した。
闇の戦士（Dark Warrior）
1000年前に起こった光の氾濫を鎮め世界を救ったとされる4人の戦士。アムルなどにその伝説を残す。
タカ（Takka）
カズスの村の鍛冶屋。サラに贈ったミスリルの指輪の製作者。飛空艇にミスリルの船首を取り付けてくれる。
トパパ（Topapa）
ウルの村の長老。みなしご4人の育ての親であり、みなしご4人からは「じっちゃん」と呼ばれている。
ニーナ
ウルの村に住む少年たちの母親がわりだった女性。みなしご4人からは「おばさん」と呼ばれている。4人の少年たちがクリスタルの啓示を受けたと聞き不安をもつ。その思いを抑え、運命に従って光の戦士として旅立つ4人の安否を気遣う。
サリーナ（Salina）
カナーンに住む女性。デッシュのことを慕い、涙に濡れながらデッシュを待ち続けている。バハムートの巣から帰還した彼と再会。デッシュが記憶探しの旅を無事に終えることを心から祈るようになる。
ゴーン（Gorn）
サロニア国王。良き王であったが、大臣ギガメスの術によって操られ、味方同士の兵士に戦いを命じるなど不可解な行動に出る。ギガメスの術に操られ、息子のアルス王子を殺害しかけるもののすんでのところで意識を取り戻し、自害する。
ノア（Noah）
ドーガ、ウネ、ザンデの師。リバイアサンやバハムートを従えるほどの力を持ち、浮遊大陸にリバイアサンとバハムートを封じたのもノアである。超魔道師と称されていたが、作中ではすでに故人である。死のまぎわにはドーガに魔力を、ウネに夢の世界を、ザンデに人間としての命をわけ与えた。

### ボスキャラクター
ランドタートル（Land Turtle）
祭壇の洞窟にある風のクリスタルの祭壇にて出現。最初に戦うボスで、巨大な亀のような姿をしている。最初のボスキャラクターとしてはHPが高めだが、ダンジョン内で途中入手できるアイテムで簡単に倒せる。
ジン（Djinn）
炎の魔人。封印の洞窟にて出現する。大地震によって封印から解かれ、カズスとサスーン城の人々に呪いをかけた張本人。かつてはミスリルを苦手としていたが、闇の力で克服し光の戦士たちに襲いかかる。左手から炎を出し、右手に三日月状に湾曲した刀を携えている。
ネプト竜（Nepto Dragon）
ネプト神殿に祭られている海竜。ネプト神殿近くの海にて出現する。通常プレイではまず勝てないが、ピクセルリマスター版では接触しなくても本編攻略後、モンスター図鑑に自動登録される。
大ネズミ（Giant Rat）
ネプト竜の像の目を盗んだネズミで、ネプト竜の理性を奪い暴走させた元凶。ネプト神殿（ネプト竜の像の目の穴から続く通路）に出現。見た目はただの大きいネズミだが、人語と黒魔法を操る。
メデューサ（Medusa）
ザンデの命令で浮遊大陸を沈めるためにオーエンの塔を破壊しようとした。オーエンの塔にて出現し、その名前の通り対象を石化させるブレイクを用いてくる。
盗賊グツコー（Gutsco）
ドワーフの角を盗んだ盗賊。地底湖にいる。炎の洞窟にある火のクリスタルの力を欲しており、ドワーフの角を2本とも手に入れるために主人公たちを利用した。赤蛇を体に巻きつけている。光の戦士の影に化けてまわりの目を欺くなど知略に長ける。
サラマンダー（Salamander）
グツコーが火のクリスタルの力でパワーアップした姿。火を吐くドラゴンで、炎の洞窟にある火のクリスタルの祭壇にて出現する。「ほのお」（全体攻撃）で攻撃してくる。
魔導師ハイン（Hein）
元アーガス王の側近だった神官が闇の力に魅入られて正気を失い、世界の支配者となるべく蛮行に走る。王国を裏切り魔物と化した成れの果て。見た目は骸骨人間。長老の木に呪いをかけて自らの根城にしていた。自らの弱点を変える「バリアチェンジ」を駆使する。
クラーケン（Kraken）
水の洞窟にある水のクリスタルの祭壇にて出現するボス。ザンデの命令で水のクリスタルを破壊し、さらに呪いの矢で光の戦士たちを消し去ろうとしていた。実際の戦闘では強力な黒魔法を使う。
ゴールドル（Goldor）
アムルの南にある館の主。土のクリスタルの持ち主とされていたが、実際には彼が持っているクリスタルは土のクリスタルではなく、ドーガが作った金（きん）を生み出すクリスタル。光の戦士たちの船を鎖で繋いで動けないようにした。飛行手段無しには行き来も不可能な底なし沼を挟んだ場所に館を構えている上に、宝物を奪われることを恐れて部屋全てに鍵をかけている。全身を金色の鎧兜で覆っており、魔法防御力が高い。
ガルーダ（Garuda）
伝説の怪鳥。大臣ギガメスの姿を借り、サロニア国家の転覆を図ろうとした。強力な「かみなり」（全体攻撃）を放ってくる。かつて自分を倒した「竜騎士」を恐れており、竜騎士の武器を販売する武器屋を国王の名の下に強制封鎖している。
オーディーン（Odin）
サロニアの地下の迷路で眠っている伝説の戦士。話しかけると目を覚まし、襲い掛かってくる。「斬鉄剣」（全体攻撃）で攻撃してくる。スレイプニルと思しき馬に跨り、右手に斬鉄剣を携え、左手に丸型の盾を装備している。
リバイアサン（Leviathan）
ドールの湖に棲む巨大な海竜。主人公たちが光ある者か否か試すべく襲い掛かり、「津波」（全体攻撃）で攻撃してくる。
バハムート（Bahamut）
巨大な翼を持つ漆黒の竜。通算2度戦闘することになる。1度目は山頂へ続く道の頂上にあるバハムートの巣、2度目はバハムートの洞窟の出口で主人公たちの力を試すべく襲いかかる。1度目の戦いは通常プレイでは絶対に勝てない。「メガフレア」（全体攻撃）で攻撃してくる。
ヘカトンケイル（Hecatoncheir）
暗黒の洞窟で土の牙の封印を守っているボス。土の牙を手にしようとした光の戦士たちを侵入者と見なし、古代人から与えられた番人としての務めを果たすために襲い掛かってくる。
ドーガ（Doga）
ドーガの洞窟にて待ち構えている。自分の命と引き換えにエウレカの鍵を完成させるために主人公たちに襲い掛かる。戦闘時はグロテスクな怪物の姿となり、高レベルの黒魔法を駆使する。
ウネ（Unei）
ドーガと共にドーガの洞窟にて待ち構えている。自分の命と引き換えにシルクスの鍵を完成させるために主人公たちに襲い掛かる。高レベルの白魔法を駆使する。戦闘時はドーガより人に近いが、鋭い鍵爪と尻尾を生やした悪魔のような姿になる。
なお、ドーガ戦からの連戦となる。
ティターン（Titan）
土のクリスタルを守るボス。古代の民の迷宮にある土のクリスタルの祭壇にて出現し、ザンデの命令により光の戦士たちに襲いかかる。グラフィック上では剣を持っているが、主にフレアで攻撃してくる。ヘカトンケイルの色違い。
アモン（Amon）
エウレカにて禁断の武器円月輪を守っているボス。ハインの色違いであり、ハインと同じく自らの弱点を変える「バリアチェンジ」を用いる。
くのいち（Kunoichi）
エウレカにて禁断の武器マサムネを守っているボス。対象を麻痺させる「マインドブラスト」で攻撃してくる。
ジェネラル（General）
エウレカにて禁断の武器エクスカリバーを守っているボス。右手に曲刀、左手に盾を装備している。
ガーディアン（Guardian）
エウレカにて禁断の武器ラグナロクを守っているボス。クエイクやケアルラなどを使ってくる。
スキュラ（Scylla）
エウレカにて禁断の武器長老の杖と忍者・賢者のジョブの称号を守っているボスで、フレアを使う。六つ首の怪物で右手に杖を携えている。
魔王ザンデ（Xande）
声 - 立木文彦
クリスタルタワー最上階で光の戦士を待ち受ける魔王で、ノアの元弟子である。5匹の魔竜の呪いで、光の戦士たちの足止めを画策する。
彼の弟子時代を知るモーグリたちからは「善いひとだった」と信望を得ていたが、ノアから「人としての命」を託されたことを不服に思ってドーガたちのもとを離れ、古代の民が作り出した装置と土のクリスタルを使って大地震を起こし、世界に混乱を引き起こす。暗闇を呼び出し自らの力にしようとしていたが、逆に闇の力である暗闇の雲に操られる結果となった。最期まで、ザンデ自身が暗闇の雲に操られていることに気付かなかった。メテオやクエイクで攻撃してくるが、慎重な気質ゆえか1ターンごとにライブラを仕掛けてくる。
ケルベロス（Cerberus）
風のダーククリスタルを守っているボス。「かみなり」（全体攻撃）で攻撃してくる三つ首の猛犬のモンスター。暗闇の雲の眷属の一体で、光と闇の世界の破滅をひたすら望んでいる。
2ヘッドドラゴン（Two-Headed Dragon）
火のダーククリスタルを守っているボス。暗闇の雲の眷属の一体。物理攻撃しかしてこないが、攻撃力が255・攻撃回数も32と全モンスターの中で威力が最も高く、一撃で死亡するか瀕死の状態に陥るため苦戦を強いられる。双頭の龍で、名前の読み方は「ツーヘッドドラゴン」（DS版は「デュアルヘッドドラゴン」）。
エキドナ（Echidna）
水のダーククリスタルを守っているボス。暗闇の雲の眷属の一体。メテオやフレアなど高位（クラス7、8）の黒魔法で攻撃してくる強敵で、天井からぶら下がった女怪の姿をしている。
アーリマン（Ahriman）
土のダーククリスタルを守っているボス。暗闇の雲の眷属の一体。メテオなどの全体攻撃を仕掛け、一つ目で洋梨のような胴体をしており、左右の手から翼が生えている。

暗闇の雲（Cloud of Darkness）
声 - 池田昌子
本作の最終ボスで魔王ザンデを操っていた黒幕。巨大な女性のような姿をしている。光と闇の力の均衡が失われたときに現れ、光と闇の世界、つまりはこの世の全てを無に還そうとする存在。攻撃パターンは終始一貫して「波動砲」（全体攻撃）を放つ。ただし、非常に稀だが打撃もしてくる。光の戦士がザンデを倒したところへ現れて急襲。当初は闇の氾濫により得た膨大な闇の力であらゆる攻撃が通用せず、一度は光の戦士たちを全滅させて命を奪った。しかし、ドーガとウネが魂を分け与えたことにより光の戦士は復活する。闇の世界での最終決戦では、闇の戦士が命と引き換えに闇の力を封じたことで無敵の力を失うも、今度は光の戦士を再度倒して光の力を得ようと目論む。しかし、最後は光の戦士たちとの死闘に敗れて消滅した。

## 移植版
| No. | タイトル                  | 発売日         | 対応機種                                          | 開発元/発売元                          | メディア                              | 型式 | 備考 | 出典                               |
| --- | ------------------------- | -------------- | ------------------------------------------------- | -------------------------------------- | ------------------------------------- | ---- | --- | ---------------------------------- |
| 1   | ファイナルファンタジーIII | 2009年7月21日  | Wii                                               | スクウェア・エニックス                 | ダウンロード （バーチャルコンソール） | -    | | [ 20 ]                             |
| 2   | ファイナルファンタジーIII | 2014年1月8日   | Wii U                                             | スクウェア・エニックス                 | ダウンロード （バーチャルコンソール） | -    | | [ 21 ]                             |
| 3   | ファイナルファンタジーIII | 2014年4月23日  | ニンテンドー3DS                                   | スクウェア・エニックス                 | ダウンロード （バーチャルコンソール） | -    | | [ 22 ] [ 23 ] [ 24 ]               |
| 4   | ファイナルファンタジーIII | 2016年11月10日 | ニンテンドークラシックミニ ファミリーコンピュータ | 任天堂                                 | 内蔵ゲーム                            | -    | | [ 25 ] [ 26 ] [ 27 ] [ 28 ] [ 29 ] |
| 5   | ファイナルファンタジーIII | 2021年7月29日  | Steam, iOS, Android, Amazon                       | スクウェア・エニックス、トーセ（開発） | ダウンロード                          | -    | 「ファイナルファンタジー ピクセルリマスター」 オリジナル版をベースとした2Dリマスター版 一部仕様は3Dリメイク版に準じる | [ 30 ] [ 31 ]                      |

ニンテンドーDS用などの3Dリメイク版については「ファイナルファンタジーIII (リメイク版)」を参照

## 開発
本来の続編となる予定だったファミコン版『ファイナルファンタジーIV』（現在のスーパーファミコン版『ファイナルファンタジーIV』とは全く異なる）は、開発途上でリリースが取りやめられた。そのため、この『FFIII』がリードプログラマのナーシャ・ジベリが関わった最後のFF作品であり、またファミコン最後のナンバリングタイトルとなった。
ドーガの村は、データ圧縮後容量の空きが生じたことによって急遽追加された村であることを坂口が『ファミリーコンピュータMagazine』で明かしている。
当初は日本国内で開発が行われていたものの、ナーシャの労働ビザが途中で切れてしまったためアメリカに帰ることを余儀なくされ、やむを得ず開発機材をアメリカに持参し開発を続行した。その際ナーシャに同行した坂口が、大量の開発機材を抱えているのに入国目的を「siteseeing（観光）」と言ってしまい、税関職員に怪しまれ一時拘束された。田中弘道は製作当時、英語をしゃべれる者がスタッフに彼しかいなかったために、サクラメントにあるナーシャの家の近くでアパート暮らしをしながら開発に携わっていたという。田中は後に「開発最後の2ヵ月近くはサクラメントで過ごしていまして、コンドミニアムでカーテンを閉め切って作っていましたね」と語っている。ジョブのバランス調整は田中弘道が担当した。
ジョブのデザイナーであった石井浩一は、魔道師は魔法力を高めるために自然素材のものを着ている、召喚系のジョブは精霊の嫌う金属は身に着けないなど、それぞれのジョブがその格好をしているのには理由がある、と述べている。石井は当時『魔界塔士Sa・Ga』の開発チームにおり、坂口からジョブデザインを頼まれた際、最初は断ったが度重なる依頼に「デザインと、ドット絵のアニメーション全部を自分に任せてくれるならやる」と条件を出し、それを坂口が飲んだためデザインを担当することになった。またデザイン時には、後々「キャラクターをメタルフィギュア化する」ことを想定していたとも語っている。
本作の宝箱の中身は青木和彦が設定している。また「ラグナロク」「ラッコのあたま」などのアイテムは彼の命名によるものである。また、主人公の「たまねぎ剣士」という名前は、石井浩一がデザインした主人公のヘルムを見た田中弘道が「こんなのたまねぎでいいや」と言ったことに由来する。

### ストーリーテリング
本作では、ストーリーの途中で人の「死」に直面する場面がいくつかある。その理由として、本作の開発中に製作総指揮・ディレクターを務める坂口博信の自宅が火災に遭い、母親が亡くなる事故が起きたことが挙げられている。坂口は「大切な人が死んでしまったときの、生き残った者の辛さをいやというほど味わいました。そして、どうやって、この悲しみを乗り越えていけばいいのか、生き残った者のすべきことはなんなのか、そんなことをいろいろと考えるようになりました」と語り、以降のFFが「死」をテーマに扱う物語に繋がっていったとしている。また、坂口は広告会社のセッティングで出会った週刊少年ジャンプの編集者である鳥嶋和彦とのやりとりも本作に大きな影響を与えたとしている。

### 音楽
本作のBGMではファミコンでは本来出せないバスドラムの音が使われるが、これはファミコン本体がエラーを出すときに発する音を使って再現されている。また、BGM「ピアノのおけいこ1」（『エリーゼのために』の一部）は、伊藤裕之が弾いたものが元になっており、間違った部分も含めてそのまま再現している。本作の音源が収録されたCD『ファイナルファンタジーIII ORIGINAL SOUND VERSION』は、本作発売の翌年であり新作『FFIV』発売と同年でもある1991年に発売されている。作曲者の植松伸夫によれば、もっと早くリリースの予定だったが、諸事情によりなおざりになっていたとのこと。時間の経過を考慮して、植松が半ばリリースを諦めていたところ、ファンからCD発売を所望する多くのリクエストがあり、コレクターズアイテムとして発売される運びとなったことを明かしている。なお、ファミコン版の「オープニング」は冒頭のみ小さく加速がかかっている。
- 『ファイナルファンタジーIII ORIGINAL SOUND VERSION』（1991年、アメリカーナ・レコード）
作中で流れるBGMのオリジナル音源が収録されている。1994年にポリスター、2004年にユニバーサルからと販売元を変えて再リリース。アメリカーナ・レコード版のみ紙ジャケット仕様である。
- 『ファイナルファンタジーIII 悠久の風伝説』（1990年、ポリスター）
作中で流れるBGMのいくつかをアレンジしたものが収録されている。1994年に同じくポリスターより再リリース。1990年に発売されたバージョンにはCD版とカセットテープ版が存在したが、再リリースされたのはCD版のみ。
- FINAL FANTASY I.II.III ORIGINAL SOUNDTRACK REVIVAL DISC（2018年、スクウェア・エニックス）
ブルーレイディスクでの販売になっている。

### スタッフ
- プログラム：ナーシャ・ジベリ
- キャラクターデザイン・タイトルロゴデザイン：天野喜孝
- シナリオ：寺田憲史
- 音楽：植松伸夫
- ゲーム・デザイン：田中弘道、青木和彦
- バトルプログラム：吉井清史、樋口勝久
- CGデザイン - 中田浩美：渋谷員子
- オブジェクトデザイン：石井浩一
- 音楽プログラム：中村博史
- 効果音：伊藤裕之、時田貴司、星野雅紀、井上俊之
- ディレクター：坂口博信
- プロデューサー：宮本雅史

## 評価
- ゲーム誌『ファミコン通信』の「クロスレビュー」では、9・9・10・8の合計36点（満40点）でプラチナ殿堂を獲得[44][42]、レビュアーからはジョブチェンジシステムに関して肯定的な意見が多数挙げられ、東府屋ファミ坊は「かなり遊べるシステム」と称賛、森下万里子は「ジョブチェンジしてもレベルがそのままっていうのも嬉しい」と評価、TACOXはシステム的に面倒であると指摘しつつも慣れてしまえば問題ないと肯定的に評価した[44]。演出面に関しては様々な意見が挙げられ、水野店長は本作を『ドラゴンクエストIV 導かれし者たち』（1990年）と比較し「（ドラクエIVを）追い越しているといっても過言ではない」と指摘した上で各イベントが凝りに凝っていると称賛、一方でTACOXはストーリー展開の速さに関して「とまどいを覚えた」と指摘した[44]。その他、東府屋と水野はダンジョンに関して途中でセーブができない事や道中が長すぎるとして否定的に評価した[44]。

- ゲーム誌『ファミリーコンピュータMagazine』の読者投票による「ゲーム通信簿」での評価は以下の通りとなっており、26.60点（満30点）となっている[1][45]。同誌1991年5月10日号特別付録の「ファミコンロムカセット オールカタログ」では、戦闘やレベルアップのシステムが『FFI』と同様である事を指摘した上で、「新しいアイデアも随所に盛り込まれている」と肯定的に評価した他、キャラクターチェンジではなく状況に応じてジョブチェンジするシステムが秀逸であると称賛した[1]。その他、同付録の巻末に収録されている「ロムカセット部門別BEST5」では、音楽4位、熱中度3位、オリジナリティ4位、総合評価4位を獲得している[43]。

| 項目 | キャラクタ | 音楽 | 操作性 | 熱中度 | お買得度 | オリジナリティ | 総合  |
| 得点 | 4.62       | 4.58 | 4.37   | 4.62   | 4.10     | 4.31           | 26.60 |

- 本作の評価においては、とりわけ「ラストダンジョン（クリスタルタワー-闇の世界）の長さ」が強調されて語られることが多い。これは、ダンジョン内にセーブポイントが無いため、ゲームクリアまでぶっ続けでプレイしなくてはならないという理由によるものである。元々は、闇の世界にはセーブポイントが用意されていたが、開発当時のデバッガー（後に『FF XIV』でプランナーを務めた鈴木敏章[33]）に「こんなの楽勝ですよ」[46]「チョロイ、たるい、こんなんじゃ歯ごたえがない」と言われ、坂口博信が怒ってセーブポイントを取ったために、結果としてこのような長いラストダンジョンとなった[47]。

## 他作品への影響
『ファイナルファンタジーI・IIアドバンス』およびPlayStation Portable版『ファイナルファンタジー』
エクストラダンジョン「Soul of Chaos」に「ケルベロス」、「エキドナ」、「2ヘッドドラゴン」、「アーリマン」が登場する。
『ファイナルファンタジーIX』
「ドーガの魔導器」と「ウネの夢幻鏡」というアイテムが存在し、黒魔道士の村の宿屋でBGM「ドーガとウネの館」を聞くことができる。
「インビンシブル」という名の飛空艇が登場する。
「サスーン城」の名が劇中劇の中で出てくる。
『ファイナルファンタジーX』
ルールーの七曜の武器「ナイト・オブ・タマネギ」は、見た目がたまねぎ剣士そのものである。初期状態は非常に弱いが、極限までパワーアップさせると非常に強力になる。
『ファイナルファンタジーXI』
トゥー・リアは本作の浮遊大陸がモデルである。
『ファイナルファンタジータクティクス』
「トーザスの村」「ファルガバード」「禁断の地エウレカ」「クリスタルタワー」が秘境として登場する。
召喚獣ゾディアークの技名が「暗闇の雲」である。
2007年5月に発売された同作のリメイクである『ファイナルファンタジータクティクス 獅子戦争』には、新ジョブとして「たまねぎ剣士」が登場する。
『ファイナルファンタジータクティクスアドバンス』
「グツコー」、神獣「暗闇の雲ファムフリート」が登場する。ただし、その容姿は本作のものとは全く異なる。
「ファルガバード」の称号を持つ4体の強力なモンスターが登場する。
『チョコボレーシング 〜幻界へのロード〜』『チョコボの不思議なダンジョン 時忘れの迷宮』
本作のアレンジBGMがいくつか使われている。
『ディシディア ファイナルファンタジー』
本作の「オニオンナイト（たまねぎ剣士）」（声：福山潤）と「暗闇の雲」（声：池田昌子）が登場する。なお、前者は本作主人公である光の戦士の一人が「オニオンナイト」の称号を有しているという設定である。
『ファイナルファンタジーXIV:新生エオルゼア』
本作に登場するクリスタルタワーをモチーフとしたダンジョン「クリスタルタワー：古代の民の迷宮」、「クリスタルタワー：シルクスの塔」が存在する。ダンジョン内のBGMも本作のクリスタルタワーの楽曲をアレンジしたものが使われている。

## 関連商品

### 攻略本
本作に関しては全3巻の攻略本（NTT出版）が出版されているが、ゲーム上のデータと異なる記述が多い。1997年には当該攻略本を再録した『ファイナルファンタジー大全集（上）（下）』が出版された。
なお前作まで攻略本は様々な出版社より発行されていたが、本作より『FFVI』までシリーズのオフィシャルな攻略本はNTT出版から発売されるという体制が取られた。
- エフ・コーポレーション編『ファイナルファンタジーIII[第1巻] 基礎知識編』（1990年、NTT出版株式会社）（ISBN 4-87188-079-6）
- エフ・コーポレーション編『ファイナルファンタジーIII[第2巻] 完全攻略編上』（1990年、NTT出版株式会社）（ISBN 4-87188-080-X）
- エフ・コーポレーション編『ファイナルファンタジーIII[第3巻] 完全攻略編下』（1990年、NTT出版株式会社）（ISBN 4-87188-081-8）
- 『ファイナルファンタジー大全集[上]』（1997年、株式会社デジキューブ）（ISBN 4-925075-00-4）
- 『ファイナルファンタジー大全集[下]』（1997年、株式会社デジキューブ）（ISBN 4-925075-01-2）

### 漫画
角川書店から発売されていたゲーム情報誌『マル勝ファミコン』（『マル勝』の実際の表記は○の中に「勝」の字）において、『悠久の風伝説 ファイナルファンタジーIIIより』というタイトルで漫画が連載されていた。世界観、キャラクター、物語などは原作（FC版）とは若干異なったものである。原作・寺田憲史、作画・衣谷遊、角川書店ドラゴンコミックス。
- 『悠久の風伝説1 ファイナルファンタジーIIIより』（1991年）（ISBN 4-04-926028-X）
- 『悠久の風伝説2 ファイナルファンタジーIIIより』（1992年）（ISBN 4-04-926033-6）
- 『悠久の風伝説3 ファイナルファンタジーIIIより』（1992年）（ISBN 4-04-926037-9）

ムウチ
漫画版の主人公。トパパに育てられた孤児。戦いの中で精神的に成長し、4人組のリーダー格となっていく。
ダグ
ムウチの幼馴染。小柄で素早く、4人組のムードメーカー。
J・ボウイ
ムウチの幼馴染。長身で浅黒い。無口でクールに見えるが、わりと軽い性格。ジンとの戦いで黒魔法の才に目覚める。メルフィが好きだが、見向きもされていない。
メルフィ
大地主の娘。ジンとの戦いで白魔法の才に目覚める。ムウチとは喧嘩ばかりだが、やがて彼に恋愛感情を抱くことでドーガとウネより教えられた空白の泉（ニエ・デ・トワラ）の秘密を会得する。